# Campeonato Mundial de Remo de 1987
El XVII Campeonato Mundial de Remo se celebró en Copenhague (Dinamarca) entre el 26 y el 30 de agosto de 1987 bajo la organización de la Federación Internacional de Sociedades de Remo (FISA) y la Federación Danesa de Remo.
Las competiciones se realizaron en el canal de remo del lago Bagsværd, ubicado al norte de la capital danesa.

## Medallistas

### Masculino
| Evento                         | Oro | Plata | Bronce |
| ------------------------------ | --- | --- | --- |
| Scull individual M1X           | Thomas Lange RDA | Peter-Michael Kolbe RFA | Pertti Karppinen · Finlandia · |
| Doble scull M2X                | Vasil Radev Danail Yordanov Bulgaria | Andreas Schmelz Ralf Thienel RFA | Uwe Heppner Uwe Sägling RDA |
| Cuatro scull M4X               | Valeri Dosenko Serguei Kiniakin Mijail Ivanov Igor Kotko URSS | Vetle Vinje · Lars Bjønness · Rolf Thorsen · Alf Hansen · Noruega ·                                                                                    | Douglas Hamilton · Robert Mills · Paul Douma · Melvin LaForme · Canadá · |
| Dos sin timonel M2-            | Andrew Holmes Steve Redgrave Reino Unido | Dragoș Neagu Dănuț Dobre Rumania | Nikolai Pimenov Yuri Pimenov URSS |
| Dos con timonel M2+            | Carmine Abbagnale · Giuseppe Abbagnale · Giuseppe Di Capua (t) · Italia · | Andrew Holmes Steve Redgrave Patrick Sweeney (t) Reino Unido                                                                                           | Dimitrie Popescu Vasile Tomoiagă Marin Gheorghe (t) Rumania |
| Cuatro sin timonel M4-         | Thomas Greiner Ralf Brudel Jens Lüdecke Olaf Förster RDA | Veniamin But Sigitas Kučinskas Jonas Narmontas Andrei Vasiliev URSS                                                                                    | Robert Espeseth John Riley Daniel Lyons Ted Swinford Estados Unidos |
| Cuatro con timonel M4+         | Karsten Schmeling Bernd Niesecke Bernd Eichwurzel Frank Klawonn Hendrik Reiher (t) RDA                                                                                          | Viktor Omelianovich Nikolai Komarov Vladimir Romanishin Valentin Guerasimenko Grigori Dmitrenko (t) URSS                                               | Antonio Maurogiovanni · Giovanni Suarez · Renato Gaeta · Giuseppe Carando · Dino Lucchetta (t) · Italia ·                                                                                |
| Ocho con timonel M8+           | Michael Teti Jonathan Smith Edward Patton Michael Still Peter Nordell Jeffrey McLaughlin Douglas Burden John Pescatore Seth Bauer (t) Estados Unidos 5:58,83                    | Mario Kliesch Dirk Rendant Thomas Bänsch Holger Rose Andreas Costrau Hans Sennewald Karsten Timm Karsten Schmeling Peter Thiede (t) RDA 6:01,94        | Ettore Bulgarelli · Giuseppe Di Palo · Antonio Baldacci · Piero Carletto · Giovanni Miccoli · Alfredo Bollati · Annibale Venier · Franco Zucchi · Paolo Trisciani (t) · Italia · 6:03,61 |
| Scull individual ligero LM1X   | Wim Van Belleghem · Bélgica · | David Wright · Canadá · | Ruggero Verroca · Italia · |
| Doble scull ligero LM2X        | Enrico Gandola · Giovanni Calabrese · Italia · | Luc Crispon Thierry Renault Francia | Carl Smith Allan Whitwell Reino Unido |
| Cuatro sin timonel ligero LM4- | Thomas Palm Erik Ring Gerd Meyer Sebastian Franke RFA | Christopher Bates Peter Haining Neil Staite Stuart Forbes Reino Unido                                                                                  | Franco Pantano · Dario Longhin · Nerio Gainotti · Mauro Torta · Italia · |
| Ocho con timonel ligero LM8+   | Maurizio Losi · Alfredo Striani · Vittorio Torcellan · Massimo Lana · Stefano Spremberg · Carlo Gaddi · Andrea Re · Fabrizio Ravasi · Sebastiano Zanetti (t) · Italia · 6:30,04 | Bernhard Stomporowski Björn Gehlsen Alwin Otten Harald Galster Detlef Glitsch Udo Hennig Andreas Hobler Wolfgang Birkner Torsten Kreis (t) RFA 6:36,59 | Scott Petry Seymour Danberg Chris Berl Samuel Shuffler Michael Morrison John Irvine Kevin St. Clair Edward Hewitt Michael O'Gorman (t) Estados Unidos 6:45,48                            |

### Femenino
| Evento                         | Oro | Plata | Bronce |
| ------------------------------ | --- | --- | --- |
| Scull individual W1X           | Magdalena Gueorguieva Bulgaria | Martina Schröter RDA | Marioara Popescu Rumania |
| Doble scull W2X                | Stefka Madina Violeta Ninova Bulgaria | Liliana Genes Elisabeta Lipă Rumania | Anne Marden Barbara Kirch Estados Unidos |
| Cuatro scull W4X               | Jana Sorgers Jutta Hampe Birgit Peter Kerstin Pieloth RDA                                                                                                 | Pavlina Alexandrova Mariana Yankulova Galina Yajorova Krasimira Tosheva Bulgaria                                                                                                  | Antonina Dumcheva Marina Zhukova Irina Kalimbet Svitlana Mazi URSS                                                                                                 |
| Dos sin timonel W2-            | Rodica Arba Olga Homeghi Rumania | Ute Wild Kathrin Haacker RDA | Marina Pegova Nadezhda Sugako URSS |
| Cuatro con timonel W4+         | Marioara Trașcă Veronica Necula Valentina Vîrlan Adriana Chelariu Ecaterina Oancia (t) Rumania                                                            | Carola Hornig Gerlinde Doberschütz Birte Siech Martina Walther Sylvia Müller (t) RDA                                                                                              | Manuela Lashilina Olia Stoichkova Mariana Stoyanova Daniela Oronova Sofia Tsvetkova (t) Bulgaria                                                                   |
| Ocho con timonel W8+           | Valentina Vîrlan Marioara Trașcă Livia Țicanu Rodica Arba Adriana Chelariu Veronica Necula Olga Homeghi Lucia Toader Ecaterina Oancia (t) Rumania 6:55,61 | Anna Seaton Kristen Thorsness Christine Campbell Sarah Gengler Stephanie Maxwell-Pierson Susan Broome Abigail Peck Harriet Metcalf Elizabeth Ann Beard (t) Estados Unidos 6:57,27 | Sarmīte Stone Lidiya Averianova Irina Teterina Yelena Makushkina Olena Pujayeva Sariya Zakirova Marina Suprun Yelena Terioshina Valentina Jojlova (t) URSS 7:03,25 |
| Scull individual ligero LW1X   | Maria Sava Rumania | Rita Defauw · Bélgica · | Francesca Bentivoglio · Italia · |
| Doble scull ligero LW2X        | Janice Mason · Heather Hattin · Canadá · | Lucia Focque · Marie-Anne Vandermoere · Bélgica · | Christine Ernst Carey Sands Estados Unidos |
| Cuatro sin timonel ligero LW4- | Sandy Kendall Lindsay Burns Angela Herron Mandy Kowal Estados Unidos                                                                                      | Christiane Zimmer Sonja Petri Monika Wolf Evelyn Herwegh RFA | Yan Dongling Long Jun Luo Hantao Zhang Xiange China |

## Medallero
| Núm. | País           | Oro | Plata | Bronce | Total |
| ---- | -------------- | --- | ----- | ------ | ----- |
| 1    | RDA            | 4   | 4     | 1      | 9     |
| 2    | Rumania        | 4   | 2     | 2      | 8     |
| 3    | Bulgaria       | 3   | 1     | 1      | 5     |
| 4    | Italia         | 3   | 0     | 5      | 8     |
| 5    | Estados Unidos | 2   | 1     | 4      | 7     |
| 6    | RFA            | 1   | 4     | 0      | 5     |
| 7    | URSS           | 1   | 2     | 4      | 7     |
| 8    | Reino Unido    | 1   | 2     | 1      | 4     |
| 9    | Bélgica        | 1   | 2     | 0      | 3     |
| 10   | Canadá         | 1   | 1     | 1      | 3     |
| 11   | Francia        | 0   | 1     | 0      | 1     |
| 12   | Noruega        | 0   | 1     | 0      | 1     |
| 13   | China          | 0   | 0     | 1      | 1     |
| 14   | Finlandia      | 0   | 0     | 1      | 1     |
|      | TOTAL          | 21  | 21    | 21     | 63    |